# Sheldon Hawkes
Dr. Sheldon Hawkes is een personage uit de Amerikaanse televisieserie CSI: NY. Hij wordt gespeeld door Hill Harper.

## Achtergrond
Gedurende het eerste seizoen van de serie was Hawkes een lijkschouwer bij het NYC bureau van de Chief Medical Examiner (OCME). Het was een snelle leerling die reeds op achttienjarige leeftijd afstudeerde en op zijn 24e een volleerd arts was. Na een rumoerige carrière als arts waarin hij vaak problemen had met zijn baas en zelfs tweemaal een patiënt niet kon redden tijdens een operatie (te zien in flashbacks in aflevering 309, "And Here's To You, Mrs. Azrael"), stopte hij met het vak om lijkschouwer te worden. Aan het begin van seizoen 2 kreeg hij promotie zodat hij naast werk in de autopsieruimte ook veldwerk mocht doen.
Hawkes is een sympathiek persoon die bereid is naar iedereen die zijn/haar verhaal kwijt wil te luisteren. Gedurende de aflevering "Murder Sings The Blues" werd in een flashback getoond dat hij een meisje ontmoette op een feestje. Omdat ze zich ongemakkelijk voelde nam hij haar mee voor een kop koffie en luisterde naar haar problemen. Achteraf gaf hij haar zijn telefoonnummer voor als ze ooit nog eens iemand nodig had om tegen te praten. Twee weken later werd ze dood aangetroffen in een metrowagon, met Hawkes telefoonnummer nog in haar bezit. Hawkes hield het feit dat hij haar kende echter voor zichzelf. Iets wat Mac Taylor niet echt op prijs stelde toen hij zelf achter de waarheid kwam. Later bood Hawkes zijn excuses aan hiervoor.
In de aflevering "Hung Out To Dry" uit het derde seizoen werd Hawkes het doelwit van de moordenaar Shane Casey. Enkele jaren daarvoor was Hawkes de voornaamste getuige die ervoor zorgde dat Shane’s broer, Ian, naar de gevangenis werd gestuurd voor een moord en een overval. Ian pleegde zelfmoord en Shane beschuldigde meerdere mensen, waaronder Hawkes, van Ian’s dood. Shane had al de voorzitter van de jury en een getuige van de misdaad vermoord voordat de connectie met Hawkes duidelijk werd. In de aflevering "Raising Shane" liet Shane Hawkes beschuildigen van een roof/moord en wilde pas bewijs leveren dat Hawkes onschuldig was als het CSI team eerst met bewijs zou komen dat Ian’s naam kon zuiveren. Het team wist Hawkes’ naam echter te zuiveren zonder Shane’s hulp.

## Familie
- Zus: Maya Hawkes

## Trivia
- zijn ouders kwamen pas op zijn naam na 6 weken (519)